# 飛鳳山丘陵
飛鳳山丘陵是臺灣新竹縣中部偏西北的丘陵，略呈等邊三角形，頂點為西北端的犁頭山，底邊大致為關西、九讚頭連線附近的河谷地帶，其範圍包括新埔鎮南部、芎林鄉東北大半部、關西鎮西南部、橫山鄉西北部，以及竹北市東北部一小塊地。
飛鳳山丘陵北側為鳳山溪，南側為頭前溪，整片丘陵被兩溪及其支流侵蝕切割，地形起伏相當大。境內主要山岳由西往東為犁頭山（157公尺）、石頭坑山（237公尺）、流民窩山（302公尺）、飛鳳山（420公尺）、中坑山（462公尺）、下橫坑山（470公尺）。
其中位於芎林鄉境內的飛鳳山為1954年重擬「新竹縣八景」之一的「飛鳳探梅」所在地，位於芎林鄉、關西鎮交界處的中坑山則為台灣小百岳之一。